# Hylaeus frontalis
Hylaeus frontalis är en biart som beskrevs av Morawitz 1876. Hylaeus frontalis ingår i släktet citronbin, och familjen korttungebin. Inga underarter finns listade i Catalogue of Life.